# Cá răng đao
Cá răng đao có tên thường gọi là Cá cọp (Piranha), loại cá nước ngọt thuộc họ Hồng Nhung Characidae, có kích thước to lớn, một con cá Piranha trưởng thành có kích thước từ 14 đến 26 cm. Xuất xứ từ miền Tây Nam Brasil - Piranhas nên có tên gọi là Piranha. Đây là một loài cá hung dữ, nguy hiểm với những chiếc răng sắc nhọn.

## Giới thiệu
Cá piranha là những thành viên thuộc họ Characidae (hay Characin), một họ cá lớn với gần 1200 loài bao gồm những loài rất phổ biến như các loại cá tetra thông thường và cá rìu vạch. Cá piranha thuộc về một phân họ gọi là Serrasalmidae (serra nghĩa là "răng cưa", salmus nghĩa là "cá hồi"), tên này dựa trên một đặc điểm rằng tất cả các loài đều có sống bụng sắc và có răng cưa để rẽ nước tốt hơn (nhờ đó bơi nhanh hơn).
Hiện chưa rõ phân họ này có bao nhiêu loài bởi vì còn rất nhiều tranh cãi trên phương diện phân loại. Bên cạnh đó, nhiều loài mới chưa được mô tả, nhiều biến thể địa phương và màu sắc được phát hiện cùng với những dữ liệu mới và/hay dữ liệu cập nhật (bao gồm DNA, ký sinh, hình thái…) được công bố một cách khá thường xuyên. Được biết, tổng cộng có hơn 40 loài khác nhau (bao gồm cả cá Silver Dollar, Pacu, Whimple Piranha...).

## Phân họ
Phân họ Serrasalmidae được chia thành nhiều chi, bao gồm: Pygocentrus, Serrasalmus, Pristobrycon, Pygopristis, Catoprion, Metynnis,Colossoma và một số chi khác. Những loài nằm trong chi đầu tiên được gọi là "piranha chính hiệu", những loài thuộc chi Serrasalmus thường được gọi là "Pirambeba". Hầu hết người nuôi cá piranha thường chọn nuôi các loài thuộc hai chi này.
Có rất nhiều nhầm lẫn về vấn đề đâu là cách phân loại thích hợp đối với các loài thuộc hai chi Pygocentrus và Serrasalmus, bởi vì sự giống nhau giữa một số loài và việc thay đổi tên khoa học: ví dụ, trong quá khứ loài Pygocentrus nattereri (được biết nhiều dưới tên cá piranha bụng đỏ) từng được đặt tên là Serrasalmus nattereri và Rooseveltiella nattereri, loài Pygocentrus cariba từng được đặt tên là Serrasalmus notatus, và loài Serrasalmus rhombeus từng được đặt tên là Serrasalmus niger. Và còn rất nhiều trường hợp tương tự như vậy.
Những phát hiện gần đây về một số loài và phân loài mới khiến cho việc định danh và phân loại càng khó khăn hơn nữa. Chẳng hạn, loài trước đây là Serrasalmus niger thì nay đổi thành Serrasalmus rhombeus và có nhiều dấu hiệu cho thấy loài này trên thực tế là một nhóm loài tuy có bề ngoài tương tự nhưng là những loài khác nhau (dựa trên địa điểm thu thập và nhiều yếu tố khác nữa), điều này có nghĩa "nhóm" Serrasalmus rhombeus có lẽ sắp sửa được phân thành nhiều loài khác nhau nếu có nghiên cứu khoa học khẳng định lý thuyết này.
Cũng tương tự đối với loài Serrasalmus spilopleura: loài này thực sự là một nhóm gồm nhiều loài tương tự với đôi chút khác biệt nhỏ về hình dạng, màu sắc và địa bàn phân bố (chẳng hạn trên thị trường cá cảnh, một số cá thể được bán dưới tên spilopleura vàng, một số lại là spilopleura tím tuỳ theo màu sắc của chúng).

## Đặc điểm

### Giải phẫu
Cá piranha bao gồm nhiều chi khác nhau với những đặc điểm bề ngoài khác nhau. Các loài thuộc chi Pygocentrus có đầu lồi và hàm dưới giống như chó bulldog (trông mạnh mẽ và cơ bắp hơn so với hầu hết các loài thuộc chi Serrasalmus). Điều này phản ánh chế độ dinh dưỡng của chúng: bên cạnh việc ăn xác thối, khi cần thiết, tất cả các loài thuộc chi Pygocentrus trở thành loài săn mồi hung hãn và chủ động săn đuổi con mồi.

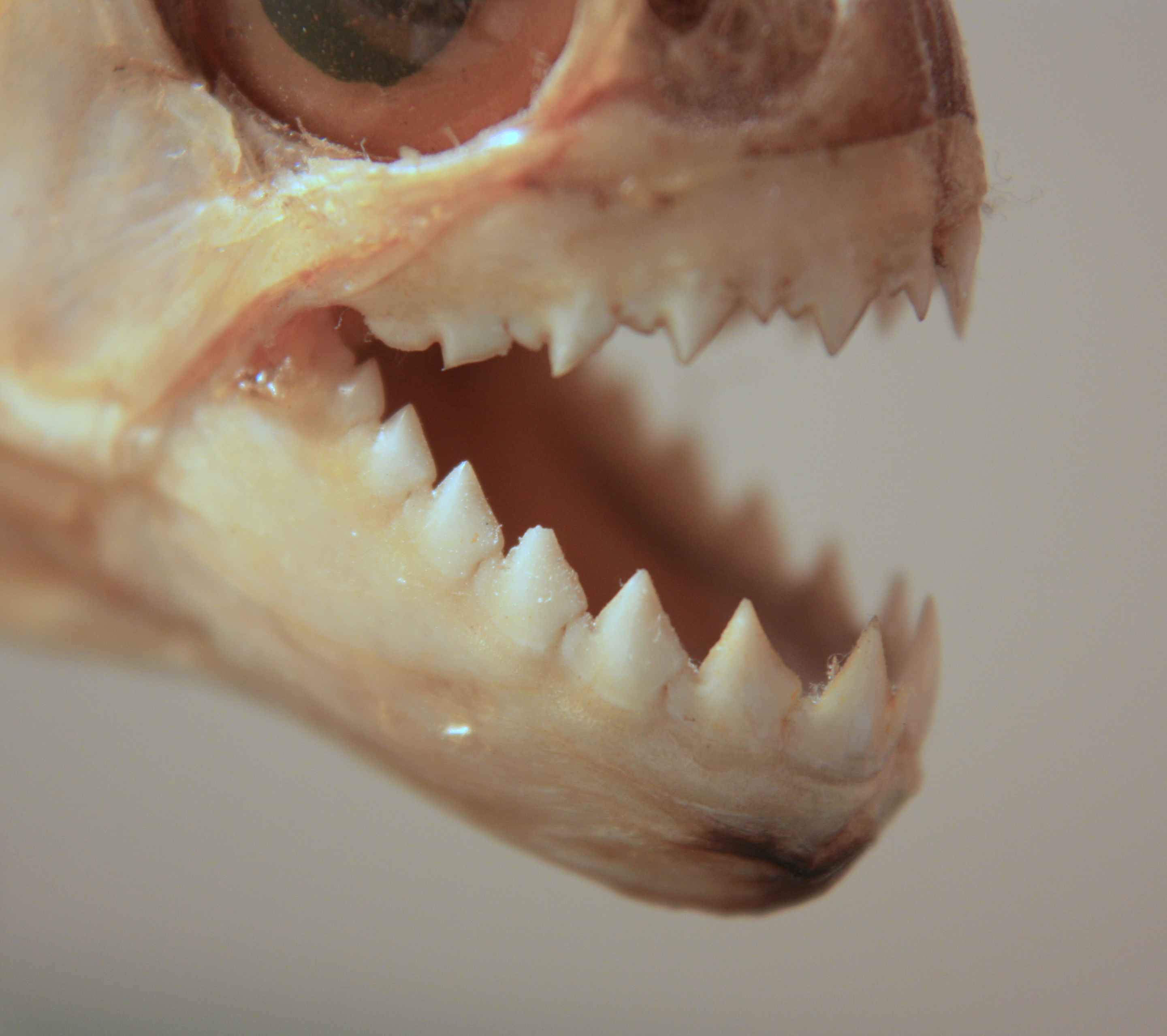
Một bộ hàm sắc nhọn của cá răng đao

Các loài thuộc chi Serrasalmus có đầu lõm và hàm dưới không mạnh mẽ bằng. Một số loài chủ yếu ăn vây và vảy của các loài khác, và cả trái cây và hạt; do đó chúng không cần hàm dưới cực khoẻ để cắn xé da, thịt và xương. Nhưng điều này không hoàn toàn đúng đối với mọi loài thuộc chi này, chẳng hạn các loài Serrasalmus rhombeus, manueli, elongatus và một số loài khác thực sự là những loài săn mồi khi chúng trưởng thành, và cũng có bộ hàm cực kỳ khoẻ mạnh.
Bỏ qua vấn đề dinh dưỡng, tất cả các loài thuộc chi Serrasalmus có đầy đủ các đặc điểm đặc trưng không thể nhầm lẫn của cá piranha như thân hình tam giác, răng sắc như dao cạo: răng lớn ở hàm dưới và răng nhỏ ở hàm trên. Khi miệng đóng lại, răng ở hai hàm chồng khít giống như một cái bẫy gấu. Điều này thực sự giúp chúng cắn xé con mồi thành từng mảnh thịt, vây hay vảy. Dạng đầu lồi đặc trưng ở chi Pygocentrus và dạng đầu lõm đặc trưng ở chi Serrasalmus.

### Đặc điểm chung
Tất cả các loài piranha đều có thân hình mạnh mẽ, cao, dày nhưng hẹp theo bề ngang với viền lưng chạy từ đầu cho đến vây lưng, và viền bụng chạy dọc theo mặt bụng. Với cái đuôi to, mạnh mẽ và thân phủ đầy vảy nhỏ, thân hình dẹp khiến chúng bơi rất nhanh và linh hoạt. Một loài có hình dáng khác lạ là Serrasalmus elongatus (Elongated hay Pike Piranha). Loài này trông giống như cá hồi với thân hình thuôn và mảnh mai nhưng vẫn mạnh mẽ, đuôi rất phát triển. Nghe nói nó là loài piranha bơi nhanh nhất.
Không giống với những loài cá khác, cá piranha có một vây mỡ nhỏ nằm giữa đuôi và vây lưng. Đây là đặc điểm đặc trưng của họ Characidae, mặc dù một số loài thuộc những họ cá khác, như cá nheo, cũng có vây mỡ.

## Săn mồi
Lối sống săn mồi của chúng được thể hiện ở cặp mắt to và lỗ mũi to để gia tăng dòng nước chảy vào. Chúng đánh hơi rất tốt: trong môi trường tự nhiên của chúng, tức những con sông bùn lầy ở Nam Mỹ, ngay ở những vùng nước tối vì bị thực vật nổi che phủ thì đánh hơi vẫn là phương thức săn mồi chính của chúng.

## Giới tính
Việc xác định giới tính của cá piranha, theo một số chuyên gia, là hầu như không thể thực hiện được, bởi vì không có dấu hiệu khác biệt bề ngoài nào về giới tính (hay nói cách khác, cá piranha không phải loại lưỡng hình giới tính). Nói chung, cách duy nhất để xác định giới tính của cá piranha là quan sát chúng khi sinh sản.
Đúng là cá cái trưởng thành có vẻ mập hơn vì phải mang trứng, nhưng cách này không hoàn toàn đáng tin cậy bởi vì cá đực ăn no trông cũng mập như vậy. Được biết, chỉ có một ngoại lệ duy nhất về lưỡng hình giới tính là loài Catoprion mento (Wimpel Piranha) mà cá đực và cá cái được phân biệt rất dễ dàng, và có lẽ loài Pygopristis denticulata (Five-Cusped Piranha) cũng vậy.

## Hành vi xã hội
Ngoài tự nhiên, các loài cá piranha thuộc chi Pygocentrus tụ tập thành bầy lớn và di chuyển trong các con sông ở Nam Mỹ. Điều này tuy không thể mô phỏng trong môi trường nuôi dưỡng nhưng chúng vẫn thể hiện một vài đặc điểm của hành vi hoang dã một khi chúng được cung cấp điều kiện sống phù hợp.
Đầu tiên, hầu hết các bầy sẽ có một hay vài cá thể đầu đàn tuỳ theo quy mô của bầy đó: những kẻ dẫn dắt bầy đàn. Mặc dù cá thường quây quần với nhau nhưng trong thời khắc quyết định cá đầu đàn sẽ thể hiện quyền lực của nó, là con ăn đầu tiên hay chiếm và bảo vệ vị trí tốt nhất trong hồ (vị trí có tầm nhìn tốt nhất, vị trí tốt nhất để kiếm thức ăn là dòng nước thổi ra từ máy lọc). Sự xuất hiện của bất kỳ "thuộc cấp" nào ở đó đều được chỉnh đốn ngay lập tức bằng biểu hiện hung dữ, tức đuổi hay thậm chí cắn bị thương.
Nhóm cá Pygocentru sống trong sự sợ hãi và thiếu tin cậy lẫn nhau một cách thường trực, thậm chí ngay khi mọi thứ đều bình ổn: chúng luôn có khả năng gây ra những vết thương nghiêm trọng hay thậm chí giết lẫn nhau. Để sống sót, một cá thể luôn phải nhận biết đâu là vị trí của những con khác, tính khí của chúng và chúng có thể làm gì kế tiếp. Việc thiếu cảnh giác sẽ phải trả giá rất đắt.
Hành vi này có thể phần nào giải thích tại sao có nhiều cá piranha trong môi trường nuôi dưỡng trở nên nhợt nhạt và nhút nhát mặc dù chúng từng rất đẹp. Chỉ một tích tắc không cẩn trọng có thể trả giá bằng cả mạng sống, điều này còn nghiêm trọng hơn ngoài tự nhiên, nơi cá piranha là thức ăn của rất nhiều loài săn mồi như báo, cá sấu, cá heo nước ngọt và những loài cá săn mồi kích thước lớn. Thậm chí, cá piranha còn ăn thịt lẫn nhau, đặc biệt là giữa cá con và trong mùa khô hạn khi lượng thức ăn trở nên khan hiếm và bầy cá bị kẹt trong những vũng nước nhỏ.
Cá bột thậm chí còn có nhiều kẻ thù tự nhiên hơn và là mục tiêu săn đuổi của cả côn trùng và động vật giáp xác. Hầu hết cá piranha trong môi trường nuôi dưỡng sẽ bớt nhợt nhạt và nhút nhát một khi chúng được nuôi trong hồ có đầy đủ chỗ ẩn nấp và ánh sáng dịu. Điều đó khiến cá thoải mái, an tâm và chúng thể hiện bằng hành vi bên ngoài: cá sẽ trở nên năng động hơn, bơi lội tung tăng và hành xử "tự nhiên" hơn.

## Thức ăn

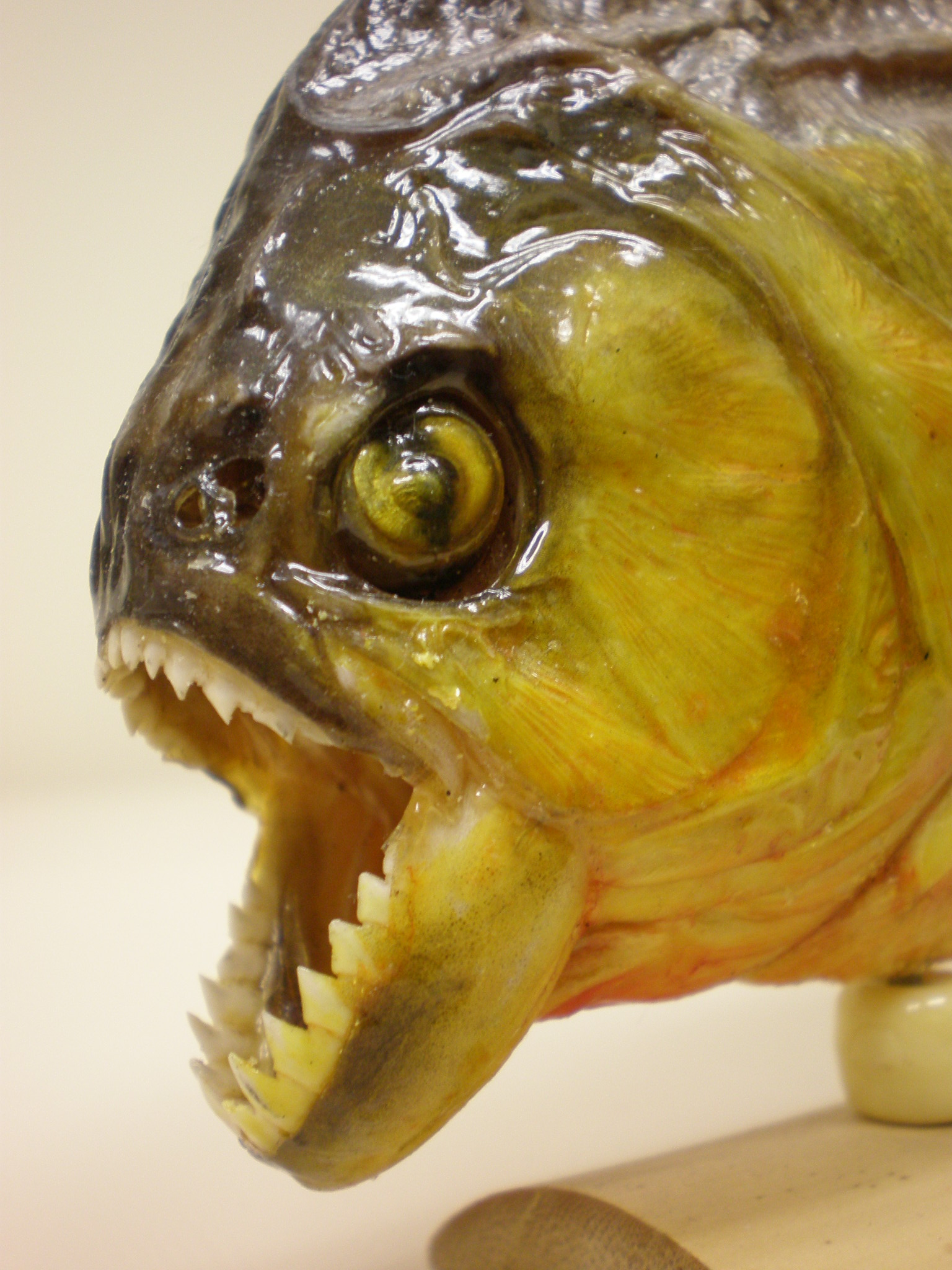
Mô hình một con cá răng đao

Ngoài tự nhiên, nguồn thức ăn chính của các loài Pygocentrus là cá. Chúng săn mồi bằng cách săn đuổi hay rình mồi. Bên cạnh cá, chúng còn ăn cả côn trùng, động vật giáp xác, chim con rơi xuống nước và đôi khi cả động vật có vú, bò sát và lưỡng cư, nói chung là bất cứ thứ gì lôi cuốn sự chú ý của bầy cá đói khát mà không kịp thoát ra khỏi nước.
Quan sát cho thấy bầy cá Pygocentrus cariba nằm bất động dưới những cây có chim đang làm tổ. Bằng cách nào đó, chúng biết được khi nào chim con bắt đầu nở: chúng kiên nhẫn đợi dưới cây chờ chim con rơi xuống theo cách rất giống những con cá sấu hay làm ở khu công viên Everglades, Florida, Mỹ. Và khi mà mồi động vật trở nên hiếm hoi, cá piranha thậm chí còn ăn cả trái cây, vỏ và hạt, điều này cho thấy chúng biết cách thích nghi với mọi hoàn cảnh trong môi trường sống của mình.
Hầu hết những con thú lớn bị cá tấn công đều đã suy yếu, bệnh tật hay bị thương, ngay đến một bầy piranha lớn cũng chỉ tấn công thú mạnh khoẻ trong những trường hợp đặc biệt: vào mùa khô khi không thể di chuyển và nguồn thức ăn hiếm hoi. Việc cá ăn thịt lẫn nhau trong thời gian này là điều bình thường và tất cả thứ gì rơi xuống nước đều trở thành nạn nhân của những kẻ săn mồi đang chực chờ bữa ăn dâng sẵn.
Và có lẽ cả trong mùa sinh sản, khi mà mức độ hung dữ đạt đến đỉnh điểm. Bằng việc loại bỏ những con thú yếu ớt, cá piranha thực thi nhiệm vụ tương tự như những con kên kên và linh cẩu trên thảo nguyên: chúng là những nhân viên vệ sinh trong môi trường hoang dã. Cá piranha bị hấp dẫn bởi cử động đạp nước hay di chuyển của thú bị bệnh. Một khi chúng bắt đầu tấn công con mồi, những con piranha khác sẽ tham gia rất nhanh, chúng lao vào nơi phát ra chuyển động của nạn nhân, máu, tiếng động và sự hỗn loạn gây ra bởi những con piranha điên cuồng đang ăn mồi khác.

## Nếp sống
Ngoài một số ngoại lệ (như Serrasalmus spilopleura, Serrasalmus maculatus và Serrasalmus geryi), cá piranha thuộc chi Serrasalmus là những loài cá sống đơn lẻ. Nói chung, chúng không chấp nhận cá khác sống cùng hồ, chúng rất hung dữ và bảo vệ lãnh thổ. Hành vi ngoài tự nhiên của chúng, vì chưa được nghiên cứu đầy đủ, nên đa phần chưa được biết đến.
Những gì mà chúng ta biết đó là loài Serrasalmus rhombeus đôi khi di chuyển và tìm kiếm thức ăn theo những đàn tạm thời ngoài tự nhiên, nhưng chúng vẫn chuộng lối sống đơn lẻ hơn. Điều này có lẽ bị ảnh hưởng bởi yếu tố môi trường (chẳng hạn như sông cạn nước vào mùa khô khiến cá phải sống chung trong một không gian chật hẹp) và/hay trong mùa sinh sản.

## Gia đình
Được biết, cá con của rất nhiều loài thuộc chi Serrasalmus trông rất khác với cha mẹ của chúng bởi vì một lý do đặc biệt: việc ăn thịt diễn ra rất phổ biến ở cá piranha và cá con còn có nhiều kẻ thù hơn. Nhiều cá con trông giống như cá Pygocentrus trưởng thành (đặc biệt là màu đỏ ở phần bụng như các loài Serrasalmus medinai và Serrasalmus sanchezi) và sống lẫn vào đàn của chúng. Hành vi này được gọi là sự giả trang.
Việc sống trong một bầy gồm những con cá tương tự và lớn hơn có một vài thuận lợi cho cá con: sống thành bầy lớn không chỉ khiến chúng chống chọi với các loài săn mồi tốt hơn mà còn đem lại nguồn thức ăn ổn định cho những con piranha non đang phát triển. Cá piranha non là những kẻ rỉa vây và không do dự ăn vây của những con trong bầy mà chúng trú ngụ. Khi đã đủ lớn, chúng thường rời bầy và bắt đầu cuộc sống đơn độc.

## Sinh sản
Không phải hành vi sinh sản ở tất cả các loài cá piranha đều đã được biết hết, mà chỉ có vài loài được quan sát ngoài tự nhiên. Hầu hết những gì chúng ta biết về hành vi sinh sản của cá piranha đều được quan sát trong hồ nuôi, và cho đến nay, chỉ có một vài loài được cho sinh sản thành công. Các loài Pygocentrus nattereri (bao gồm cả biến thể địa phương "Ternetzi"), Serrasalmus maculatus, Serrasalmus spilopleura, và vài loài mới gần đây (2002) Pygocentrus cariba đã sinh sản thành công trong hồ cảnh. Hơn nữa, vài loài khác như Serrasalmus rhombeus đã sinh sản thành công trong các hồ kính công cộng và sở thú.
Mô tả dưới đây dựa trên quan sát về sự sinh sản của loài Pygocentrus nattereri, loài được nuôi phổ biến nhất trong hồ cảnh. Nhưng cũng có thể áp dụng cho những loài khác cùng chi, và có lẽ cho cả những chi khác, mặc dù sự ghép cặp và sinh sản ở chi Serrasalmus có thể khác, bởi vì hầu hết các loài đều sống đơn độc và rất hung dữ ngay cả với chính đồng loại của chúng. Người ta đoán rằng các loài thuộc chi Serrasalmus tiết ra một loại hormone để hấp dẫn những cá thể thành thục đến sinh sản và do đó làm giảm mức độ hung dữ.
Việc kích thích sinh sản trong mọi trường hợp là cần thiết. Trước tiên, hồ phải thật yên tĩnh. Bên cạnh đó, cá phải thích nghi với nhau (nghĩa là bầy cá phải được nuôi chung từ lâu và phát triển các mối quan hệ xã hội). Ngoài ra, chất lượng nước phải đảm bảo (không có amonia và nitrat, độ pH phù hợp và nhiệt độ khoảng 28 độ C), và hồ phải đủ rộng để cá có khả năng bắt cặp và xây dựng lãnh thổ riêng mà không bị tác động quá nhiều. Điều cuối cùng nhưng rất cần thiết là sự may mắn…
Khi cặp cá sẵn sàng đẻ trứng, chúng chiếm một lãnh thổ riêng và đuổi tất cả cá khác đi. Màu cá trở nên sẫm lại, hành vi trở nên rất hung dữ. Trong lãnh thổ của mình, cặp cá xây tổ dưới đáy, chúng dọn sạch cây thủy sinh và đá… bằng cách quẫy lắc đuôi đẩy rác ra xa tổ. Khi tổ đã sẵn sàng, cá đực kè cá cái vào phía trên tổ. Cá cái đẻ trứng ở đó và cá đực nhanh chóng thụ tinh cho trứng.
Sau khi sinh sản, cá đực canh tổ và đuổi tất cả cá khác tiến lại gần. Đôi khi cá cái bỏ đi nhưng cũng đôi khi nó ở lại giúp canh tổ. Trứng thụ tinh có màu vàng sẽ nở sau 2-3 ngày. Noãn hoàng cung cấp dinh dưỡng cho cá bột trong vài ngày đầu tiên. Vài ngày sau chúng bắt đầu bơi lội tự do. Tốt nhất nên vớt cá con ra và đem nuôi trong hồ riêng. Vào giai đoạn này, cá bố mẹ vẫn bảo vệ bầy con rất dữ dội vì vậy hãy hết sức cẩn thận khi hút cá bột.

## Nhận dạng
Cá piranha bụng đỏ non có màu bạc, thân phủ những đốm đen. Đầu lõm hơn nhiều so với cá trưởng thành và mắt rất to. Cá non ở chi Pygocentrus có thể rất khó phân biệt so với các loài thuộc chi Serrasalmus bởi vì bề ngoài của chúng rất giống nhau, khiến việc định dạng là vô cùng khó khăn.

## Giai đoạn sống

### Lúc nhỏ
Khi còn nhỏ, cá piranha rất háu ăn. Ban đầu, chúng nên được cho ăn bằng ấu trùng artemia, sau đó kèm thêm thức ăn tổng hợp dạng tấm, trùng đỏ, ấu trùng muỗi và những thức ăn khác khi chúng lớn hơn. Nên cho chúng ăn thường xuyên, 2-3 lần một ngày để giúp chúng mạnh khoẻ và phát triển thích hợp. Cá non lớn rất nhanh: trong những tháng đầu, tốc độ lớn có thể từ 1 đến 2cm mỗi tháng, và chúng nhanh chóng có thể ăn được những loại cá nhỏ (như cá neon), thịt cá vụn, tép…
Không nên cho cá ăn tim bò cho đến khi chúng cá đạt tối thiểu 9 tháng tuổi bởi vì nó có chứa nhiều chất béo và chất xơ. Điều khiến hệ thống tiêu hoá đang phát triển của chúng làm việc khó khăn và chứng táo bón có thể khiến chúng bị nguy hiểm. Cũng tương tự đối với cá trưởng thành, mặc dù việc thỉnh thoảng cho chúng ăn tim bò (mỗi tháng một lần) cũng không hại gì.

### Cá trưởng thành
Sau vài tháng, màu đỏ bắt đầu xuất hiện trên các vây và bụng, các chấm đen mờ dần, và màu bạc trên thân bắt đầu được thay thế bằng các màu đậm hơn (ánh xanh dương và ánh xanh lục), đặc trưng ở cá trưởng thành. Tốc độ tăng trưởng vẫn cao cho đến khi cá đạt từ 12 đến 15 cm, khi đó cá đạt từ 12 đến 14 tháng tuổi, tuỳ thuộc vào môi trường sống: kích thước hồ, dinh dưỡng, chất lượng nước, mức độ căng thẳng, sự hiện diện của dòng nước từ máy lọc.
Sau đó, cá piranha bụng đỏ lớn chậm đi chỉ còn khoảng 2.4 cm mỗi năm (thậm chí chậm hơn khi chúng đạt trên 25 cm) và thành thục sinh dục khi đạt từ 18 đến 24 tháng tuổi, một lần nữa, tuỳ vào các yếu tố như đã nói ở trên. Cá càng lớn thì càng đậm màu. Một số cá thể thậm chí mất luôn màu đỏ ở bụng và trở thành một khối đen sì đôi khi vì quá già, đôi khi vì bị căng thẳng, hay đôi khi chỉ là dấu hiệu chúng đang sẵn sàng sinh sản.

## Sự phát triển
Trong 12 tháng đầu, cá piranha bụng đỏ phát triển một cách ấn tượng về kích thước và màu sắc. Khi đạt 18-24 tháng tuổi, cá đạt thành thục sinh dục. Tất cả chúng đều giống như nhau như đúc.